# Lipogram
Et lipogram er en tekst, hvori et eller flere bogstaver ikke må benyttes. Et vellykket lipogram er Georges Perecs roman, La disparition, der er skrevet uden bogstavet "e".